# Bahnstrecke Invercargill–Kingston
| Bahnhof Kingston |                               |                                        |                                        |
| Streckenlänge: | 140 km                        |                                        |                                        |
| Spurweite: | 1067 mm ursprünglich: 1435 mm |                                        |                                        |
| |                               |                                        |                                        |
| \| \| \| von Bluff \| \| \| \| \| von Lyttelton \| \| \| \| 0,00 \| Invercargill \| Invercargill \| \| \| \| Grassmere \| \| \| \| 4,44 \| Waikiwi \| Waikiwi \| \| \| \| West Plains \| \| \| \| \| Anschluss Freezing Works (ca. 2 km) \| \| \| \| 7,46 \| Lorneville \| Lorneville \| \| \| \| Linds Bridge \| \| \| \| 12,05 \| Makarewa Junction (früher Keilbahnhof) \| Makarewa Junction (früher Keilbahnhof) \| \| \| \| nach Wairio \| \| \| \| 15,48 \| Ryal Bush \| Ryal Bush \| \| \| 18,02 \| Wilson’s Crossing \| Wilson’s Crossing \| \| \| 23,04 \| Lochiel \| Lochiel \| \| \| 25,71 \| Thomsons \| Thomsons \| \| \| 28,54 \| Gap Road \| Gap Road \| \| \| 30,11 \| Winton \| Winton \| \| \| \| nach Hedgehope \| \| \| \| 35,29 \| Lady Barkly \| Lady Barkly \| \| \| 37,02 \| Lime Hills \| Lime Hills \| \| \| \| Ords \| \| \| \| 40,76 \| Centre Bush \| Centre Bush \| \| \| \| Pukearuhe \| \| \| \| 46,39 \| Kauana \| Kauana \| \| \| 51,50 \| Benmore \| Benmore \| \| \| 58,31 \| Dipton \| Dipton \| \| \| 65,75 \| Caroline \| Caroline \| \| \| 71,97 \| Josephville \| Josephville \| \| \| \| nach Gore \| \| \| \| 79,41 \| Lumsden \| Lumsden \| \| \| 81,790,00 \| Mararoa Junction \| Mararoa Junction \| \| \| \| \| \| \| \| 3,24 \| Castle Rock \| Castle Rock \| \| \| 9,70 \| Murray Creek \| Murray Creek \| \| \| 16,29 \| Mossburn \| Mossburn \| \| \| 88,77 \| Lowther \| Lowther \| \| \| 93,30 \| Five Rivers \| Five Rivers \| \| \| 98,43 \| Eyre Creek \| Eyre Creek \| \| \| 104,85 \| Parawa \| Parawa \| \| \| 110,04 \| Athol \| Athol \| \| \| 117,85 \| Nokomai \| Nokomai \| \| \| 120,32 \| Garston \| Garston \| \| \| 126,33 \| Fairlight \| Fairlight \| \| \| \| Museumsbahn Kingston Flyer \| \| \| \| 139,92 \| Kingston \| Kingston \| \| \| \| Schiffsanschluss nach Queenstown \| \| \| \| \| \| \| \| Quellen: [1] \| \| \| \| |                               |                                        |                                        |
| Strecke |                               | von Bluff                              | von Bluff                              |
| Abzweig geradeaus und von rechts |                               | von Lyttelton                          | von Lyttelton                          |
| Dienststation / Betriebs- oder Güterbahnhof | 0,00                          | Invercargill                           | Invercargill                           |
| ehemaliger Bahnhof |                               | Grassmere                              | Grassmere                              |
| ehemaliger Bahnhof | 4,44                          | Waikiwi                                | Waikiwi                                |
| ehemaliger Bahnhof |                               | West Plains                            | West Plains                            |
| Abzweig geradeaus und von links |                               | Anschluss Freezing Works (ca. 2 km)    | Anschluss Freezing Works (ca. 2 km)    |
| Dienststation / Betriebs- oder Güterbahnhof | 7,46                          | Lorneville                             | Lorneville                             |
| Brücke über Wasserlauf (Strecke außer Betrieb) |                               | Linds Bridge                           | Linds Bridge                           |
| Dienststation / Betriebs- oder Güterbahnhof (Strecke außer Betrieb) | 12,05                         | Makarewa Junction (früher Keilbahnhof) | Makarewa Junction (früher Keilbahnhof) |
| Abzweig geradeaus und nach links (Strecke außer Betrieb) |                               | nach Wairio                            | nach Wairio                            |
| Bahnhof (Strecke außer Betrieb) | 15,48                         | Ryal Bush                              | Ryal Bush                              |
| Bahnhof (Strecke außer Betrieb) | 18,02                         | Wilson’s Crossing                      | Wilson’s Crossing                      |
| Bahnhof (Strecke außer Betrieb) | 23,04                         | Lochiel                                | Lochiel                                |
| Bahnhof (Strecke außer Betrieb) | 25,71                         | Thomsons                               | Thomsons                               |
| Bahnhof (Strecke außer Betrieb) | 28,54                         | Gap Road                               | Gap Road                               |
| Bahnhof (Strecke außer Betrieb) | 30,11                         | Winton                                 | Winton                                 |
| Abzweig geradeaus und nach rechts (Strecke außer Betrieb) |                               | nach Hedgehope                         | nach Hedgehope                         |
| Bahnhof (Strecke außer Betrieb) | 35,29                         | Lady Barkly                            | Lady Barkly                            |
| Bahnhof (Strecke außer Betrieb) | 37,02                         | Lime Hills                             | Lime Hills                             |
| Bahnhof (Strecke außer Betrieb) |                               | Ords                                   | Ords                                   |
| Bahnhof (Strecke außer Betrieb) | 40,76                         | Centre Bush                            | Centre Bush                            |
| Bahnhof (Strecke außer Betrieb) |                               | Pukearuhe                              | Pukearuhe                              |
| Bahnhof (Strecke außer Betrieb) | 46,39                         | Kauana                                 | Kauana                                 |
| Bahnhof (Strecke außer Betrieb) | 51,50                         | Benmore                                | Benmore                                |
| Bahnhof (Strecke außer Betrieb) | 58,31                         | Dipton                                 | Dipton                                 |
| Bahnhof (Strecke außer Betrieb) | 65,75                         | Caroline                               | Caroline                               |
| Bahnhof (Strecke außer Betrieb) | 71,97                         | Josephville                            | Josephville                            |
| Abzweig geradeaus, nach rechts und von rechts (Strecke außer Betrieb) |                               | nach Gore                              | nach Gore                              |
| Bahnhof (Strecke außer Betrieb) | 79,41                         | Lumsden                                | Lumsden                                |
| Bahnhof (Strecke außer Betrieb) | 81,790,00                     | Mararoa Junction                       | Mararoa Junction                       |
| Abzweig geradeaus und nach links (Strecke außer Betrieb) · Strecke von rechts (außer Betrieb) |                               |                                        |                                        |
| Strecke (außer Betrieb) · Bahnhof (Strecke außer Betrieb) | 3,24                          | Castle Rock                            | Castle Rock                            |
| Strecke (außer Betrieb) · Bahnhof (Strecke außer Betrieb) | 9,70                          | Murray Creek                           | Murray Creek                           |
| Strecke (außer Betrieb) · Kopfbahnhof Streckenende (Strecke außer Betrieb) | 16,29                         | Mossburn                               | Mossburn                               |
| Bahnhof (Strecke außer Betrieb) | 88,77                         | Lowther                                | Lowther                                |
| Bahnhof (Strecke außer Betrieb) | 93,30                         | Five Rivers                            | Five Rivers                            |
| Bahnhof (Strecke außer Betrieb) | 98,43                         | Eyre Creek                             | Eyre Creek                             |
| Bahnhof (Strecke außer Betrieb) | 104,85                        | Parawa                                 | Parawa                                 |
| Bahnhof (Strecke außer Betrieb) | 110,04                        | Athol                                  | Athol                                  |
| Bahnhof (Strecke außer Betrieb) | 117,85                        | Nokomai                                | Nokomai                                |
| Bahnhof (Strecke außer Betrieb) | 120,32                        | Garston                                | Garston                                |
| Kopfbahnhof Strecke bis hier außer Betrieb | 126,33                        | Fairlight                              | Fairlight                              |
| Strecke |                               | Museumsbahn Kingston Flyer             | Museumsbahn Kingston Flyer             |
| Kopfbahnhof Streckenende | 139,92                        | Kingston                               | Kingston                               |
| |                               | Schiffsanschluss nach Queenstown       |                                        |
| |                               |                                        |                                        |
| Quellen: |                               |                                        |                                        |

Die Bahnstrecke Invercargill–Kingston (Kingston Branch) war eine 140 km lange, eingleisige, nicht elektrifizierte Bahnstrecke in Southland auf der Südinsel von Neuseeland, die das im Landesinneren gelegene Kingston mit dem Zentrum des Südens, Invercargill, verband. Heute sind lediglich jeweils an beiden Enden der Strecke noch einige Kilometer in Betrieb.

## Anfänge in Normalspur

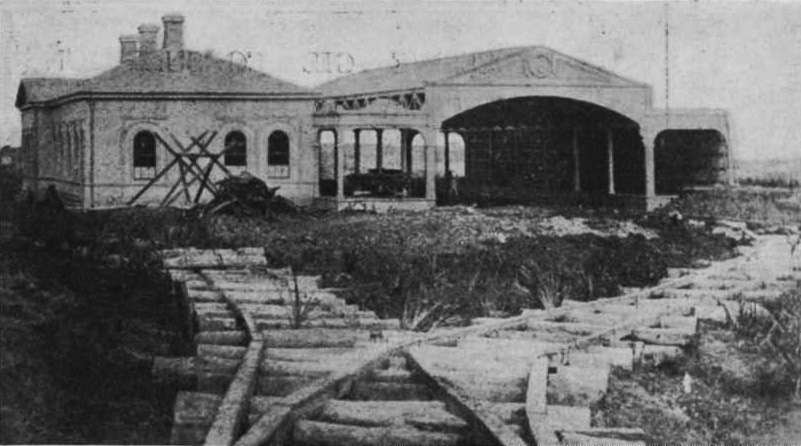
Bahnhof von Invercargill vor 1868 – Holzgleise, wie sie auf der Strecke nach Makarewa eingebaut wurden

Der Kingston Branch wurde von Invercargill nach Norden vorangetrieben, um die Verbindung durch die Region Southland zu verbessern und eine Verbindung zu den Goldfeldern in Central Otago zu schaffen. Es war ein ganz frühes Eisenbahnprojekt in Neuseeland. In den 1860er Jahren erfolgte in Neuseeland der Eisenbahnbau noch in der Verantwortung der Provinzen. Der Rat der lediglich von 1861 bis 1870 bestehenden Provinz Southland entschied sich für die Normalspur (1435 mm). Die Provinz war finanziell nicht gut aufgestellt und versuchte beim Bahnbau zu sparen. Der erste Abschnitt der Strecke von Invercargill nach Makarewa wurde daher mit Holzschienen ausgestattet und am 18. Oktober 1864 eröffnet. Das erwies sich als billig, aber untauglich. Im Juni 1866 wurde die Entscheidung getroffen, Eisenschienen einzubauen. Dazu wurde der Betrieb 1867 wieder eingestellt. Die Strecke ging dann – zusammen mit der Verlängerung nach Winton und ausgestattet mit Eisenschienen – am 22. Februar 1871 in Betrieb, nun wieder in der Regie der Provinz Otago, die die Provinz Southland einschließlich deren Schulden wieder übernommen hatte.

## Weiterbau in Kapspur

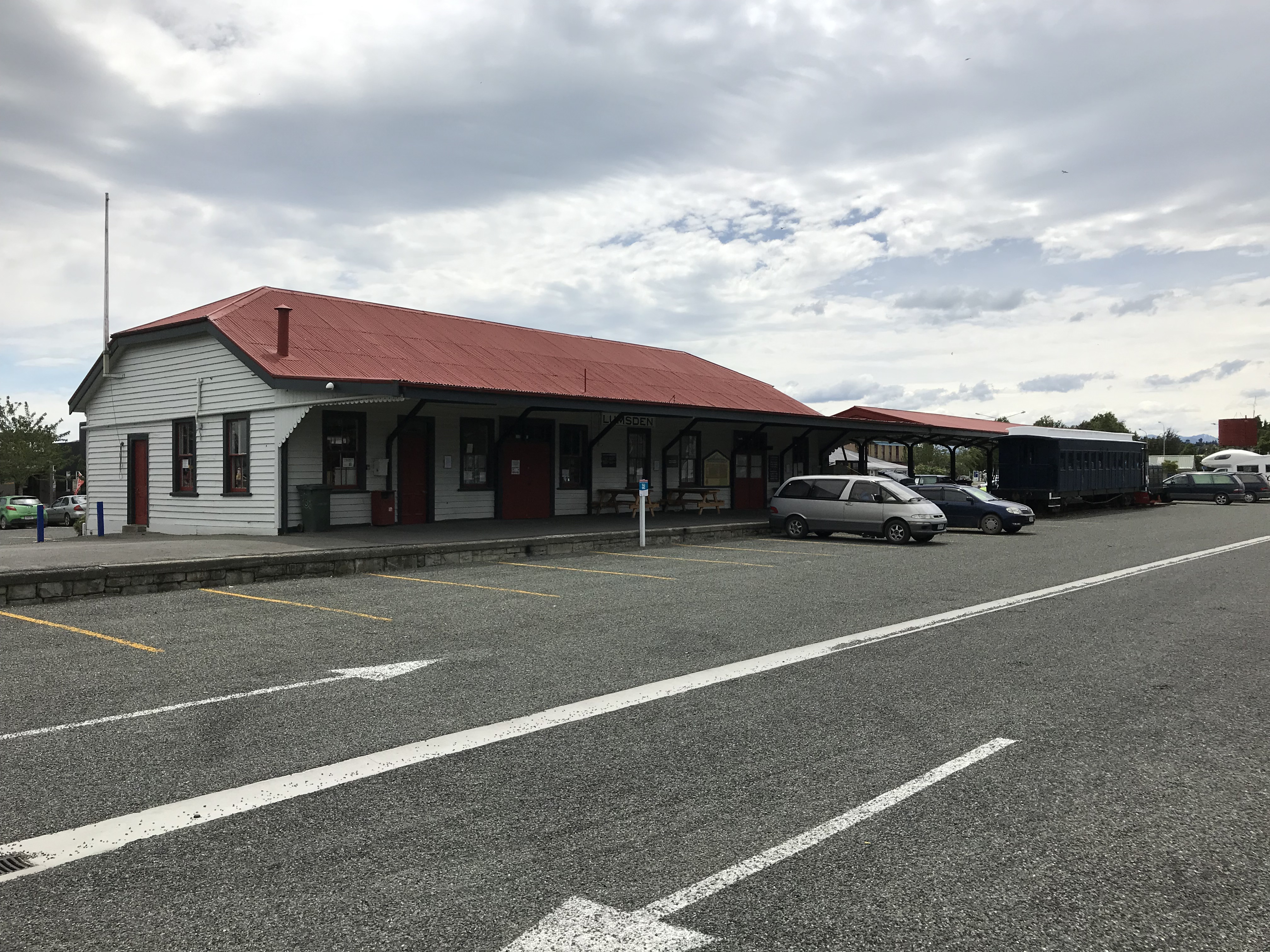
Empfangsgebäude Lumsden

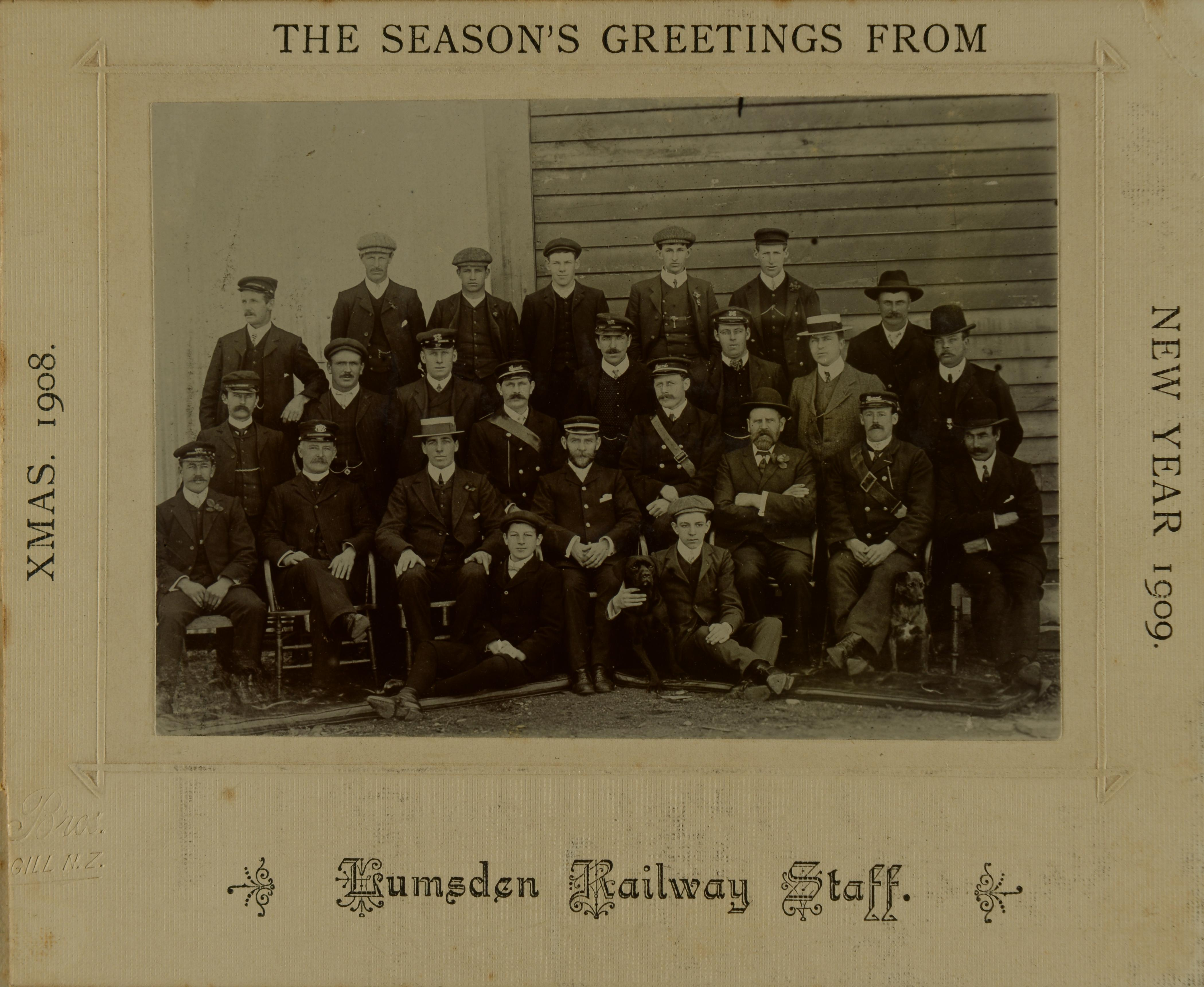
Das Bahnhofspersonal von Lumsden 1908

1870 übernahm die Zentralregierung die Kontrolle über die weitere Entwicklung der Eisenbahn in Neuseeland. Um ein einheitliches Netz zu erhalten, Bau- und Betriebskosten zu senken, wurde als neuseeländische Standard-Spurweite die Kapspur von 1.067 mm festgelegt.
Der erste Abschnitt der Bahnstrecke Invercargill–Kingston, der in der neuen Spurweite gebaut wurde, war die Verlängerung der Strecke von Winton nach Caroline, die am 20. Oktober 1875 eröffnet wurde, zwei Monate bevor die Bestandsstrecke nach Invercargill am 20. Dezember auf die neue Spurweite umgestellt wurde. Die ursprünglichen Lokomotiven und das rollende Material wurden im Hafen von Bluff auf die Cezarewitch verladen und zur Zweitverwendung nach New South Wales geschickt. Sie erreichten ihr Ziel allerdings nie, da das Schiff in Big Bay an der Westküste von Neuseeland Schiffbruch erlitt.
Jenseits von Caroline ging der Bau zügig voran. Am 7. Februar 1876 wurde der Abschnitt nach Lumsden eröffnet, am 15. Januar 1877 der nach Lowther, am 20. Januar 1878 rollte der Verkehr bis Athol und am 10. Juli 1878 konnte der Betrieb nach Kingston aufgenommen werden. Von dort wurde im Februar 1879 eine Dampfschiffverbindung über den Lake Wakatipu nach Queenstown eingerichtet.
Am 13. März 1886 ging die Zweigstrecke von Mararoa Junction (Lumsden) nach Mossburn in Betrieb.

## Betrieb

### Personenverkehr

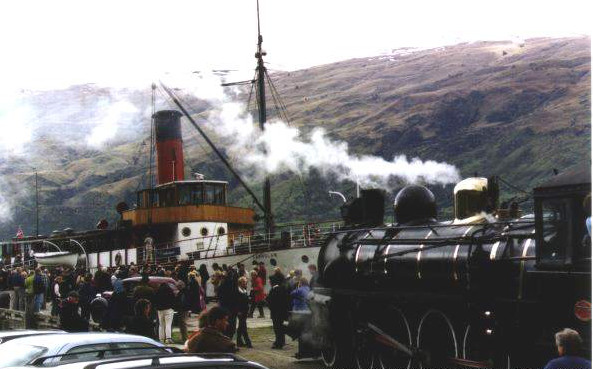
Kingston Flyer am Pier in Kingston mit Dampfschiffanschluss über den Lake Wakatipu nach Queenstown

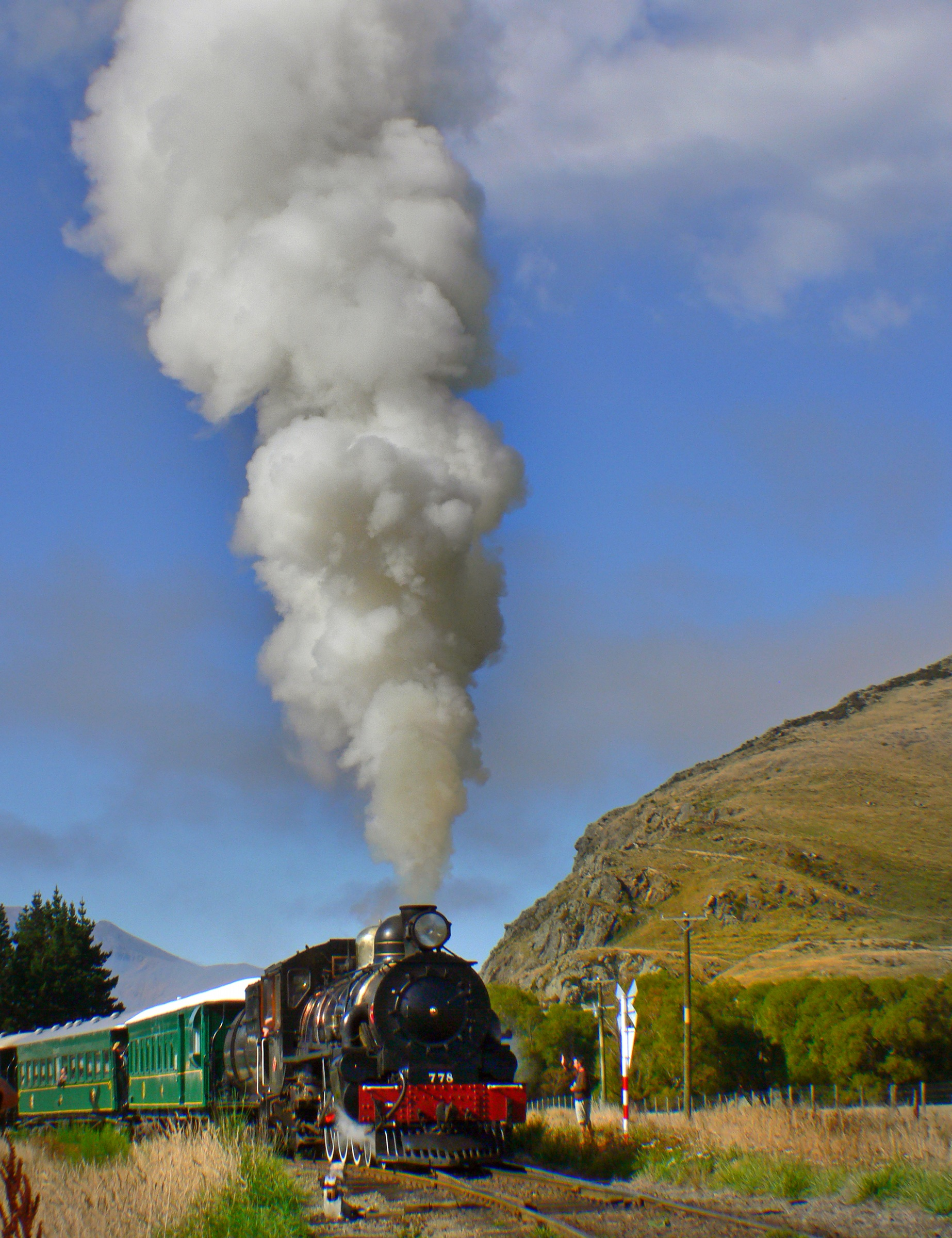
Kingston Flyer (Museumszug)

Anfangs verkehrte ein Zugpaar täglich an sechs Tagen in der Woche nach Kingston und einem zusätzlichen Zugpaar zwischen Invercargill und Lumsden. Als die privat errichtete Bahnstrecke Gore–Lumsden (Waimea Plains Railway) 1880 eröffnet wurde, war das eine Konkurrenz zur Bahnstrecke Invercargill–Kingston, da sie die kürzere Verbindung für Reisende in den Norden darstellte. Zusammen mit den Auswirkungen der Großen Depression führte das dazu, dass der Betrieb drei Jahre lang nur montags, mittwochs und freitags stattfand. Ab 1883 verkehrten die Züge wieder täglich. 1886 kaufte die Neuseeländische Staatsbahn (NZR) die Konkurrenz auf und der Verkehr wurde neu organisiert: Neben den täglichen gemischten Zügen verkehrten nun auch fünf reine Schnellzüge pro Woche: Zwei nutzten die gesamte Strecke bis Invercargill, während drei in Lumsden Richtung Gore abbogen. Diese Verbindung erhielt die Bezeichnung Kingston Flyer.
Nachdem in den 1930er Jahren kurzzeitig der Betrieb von Triebwagen erwogen wurde, folgte die Einstellung des regulären Personenverkehrs. Saisonale Ausflugs- und Ferienzüge fuhren noch zwei Jahrzehnte lang, der letzte zu Ostern 1957. Der freitägliche gemischte Zug zwischen Invercargill und Lumsden verkehrte seit November 1956 nicht mehr. 
1970 kündigte die NZR an, einen historischen Zug von Lumsden nach Kingston unter dem Namen Kingston Flyer zu betreiben. Zwei Dampflokomotiven der Baureihe AB wurden für den Betrieb eingesetzt, der am 21. Dezember 1971 begann, zwei Monate nachdem der planmäßige Betrieb mit Dampflokomotiven von der NZR eingestellt worden war. Von Dezember bis April wurden täglich zwei Hin- und Rückfahrten angeboten. Mit über 30.000 Fahrgästen pro Saison erwies sich das Angebot als großer Erfolg. Güterwagen wurden mit dem ersten Zug nach Kingston und dem letzten nach Lumsden ebenfalls befördert.

### Güterverkehr
Als 1930 und 1952 alle neuseeländischen Nebenstrecken hinsichtlich ihrer Wirtschaftlichkeit bewertet wurden, galt die Bahnstrecke Invercargill–Kingston als Hauptstrecke und wurde daher nicht bewertet. Nach 1956 befuhr die Strecke ein täglich verkehrender Güterzug zwischen Lumsden und Invercargill, der durch einen zweimal wöchentlich verkehrenden Zug nach Kingston ergänzt wurde.
Der Verkehr zwischen Lumsden und Kingston war um 1970 stark rückläufig. Im Februar 1979 wurde die Strecke zwischen Lumsden und Garston durch eine Überschwemmung beschädigt. Der letzte Güterzug nach Kingston verkehrte am 22. November 1979.
Südlich von Lumsden wies die Strecke erheblichen Verkehr von Zügen auf, die die Zweigstrecke nach Mossburn nutzten und Material für verschiedene Erschließungsprojekte beförderten, wobei das Wasserkraftwerk Manapouri, in den 1960er Jahren errichtet, die größte dieser Baustellen war. Als die Bauarbeiten beendet waren und dieser Verkehr aufhörte, wurde es auf der Strecke sehr ruhig. Zuletzt verkehrten noch zwei Zügen pro Woche. Am 13. Dezember 1982 wurde die Strecke zwischen Makarewa und Lumsden – zusammen mit der Zweigstrecke nach Mossburn – stillgelegt.

### Restbetrieb
Die offizielle Stilllegung der Strecke zwischen Lumsden und Garston erfolgte am 26. November 1979 und wurde später bis Fairlight ausgedehnt. Die 14 Kilometer zwischen Fairlight und Kingston wurden noch bis 2013 durch die Museumseisenbahn Kingston Flyer genutzt. Am 18. September 2022 wurde die Wiedereröffnung gefeiert und seitdem verkehrt der Kingston Flyer wieder zwischen Kingston und Fairlight zu öffentlichen Museumsfahrten.
Auch der 12 Kilometer lange südlichste Abschnitt der Strecke von Invercargill nach Makarewa wurde als Teil der Bahnstrecke nach Wairio weiter befahren. Mit der Stilllegung der Ohai-Bahnstrecke endet der Bahnverkehr in Lorneville bei km 9.

## Besonderheiten und Relikte

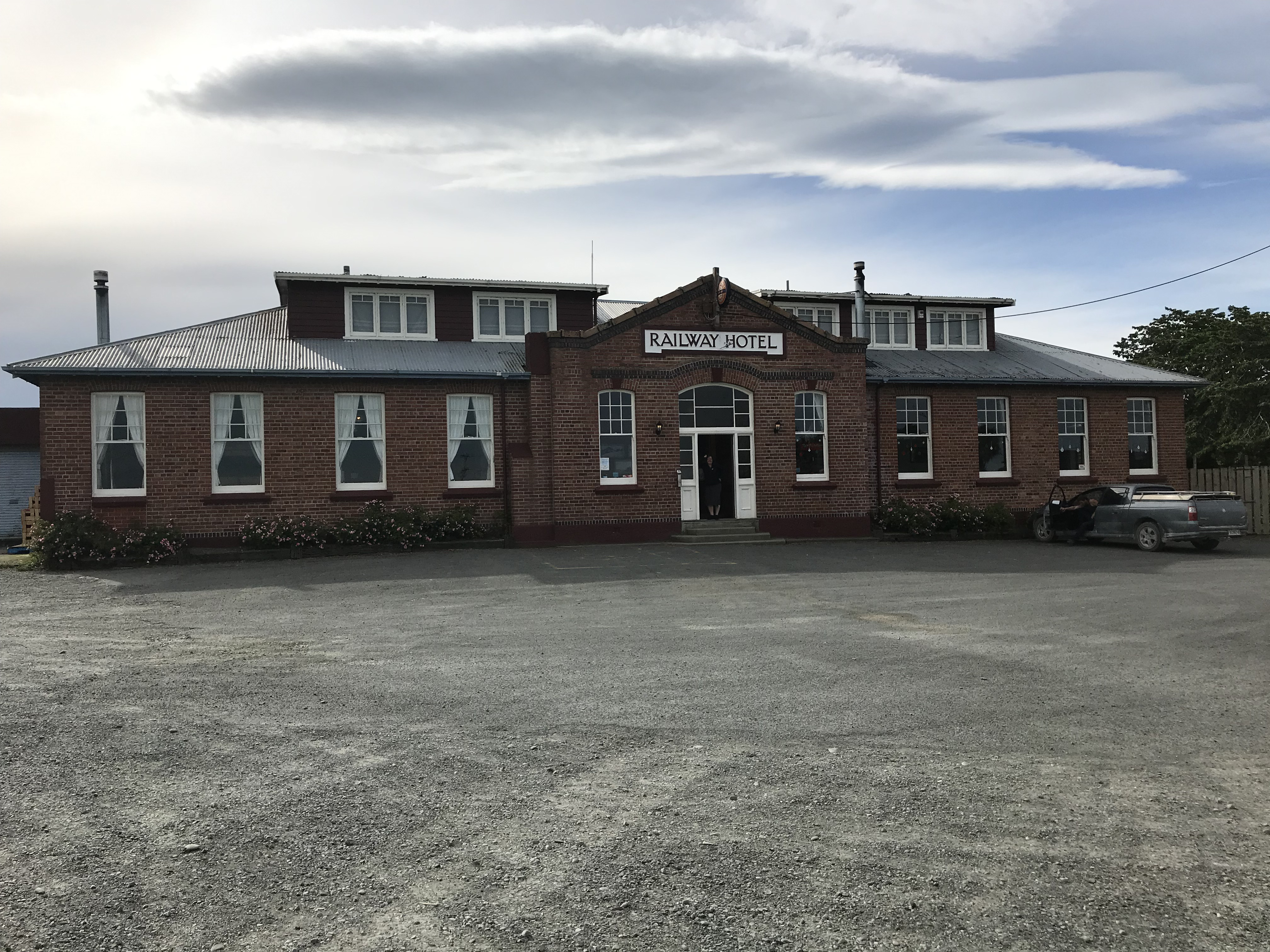
Mossburn Railway Hotel

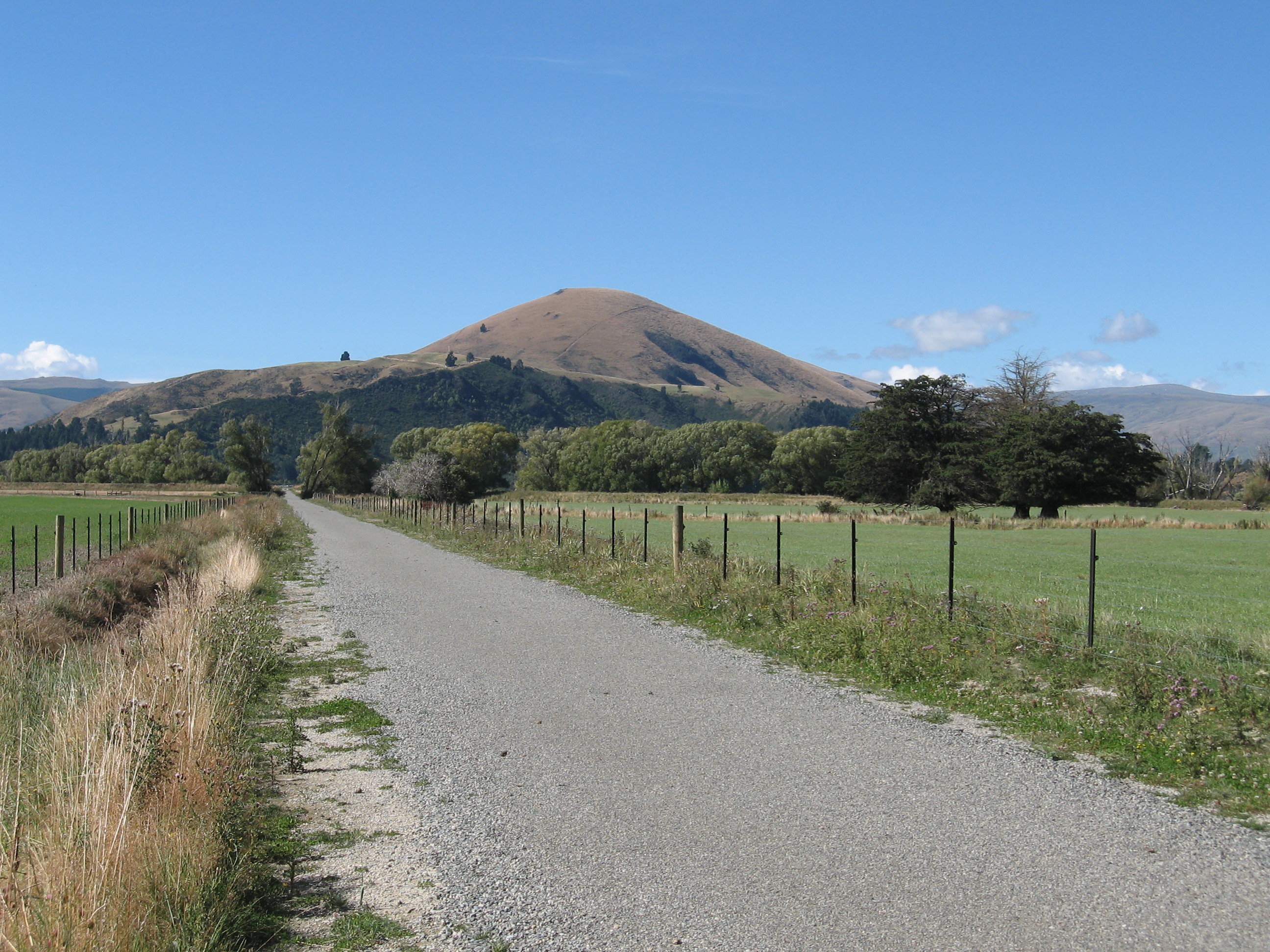
Around the Mountains Cycle Trail auf der ehemaligen Bahntrasse bei Athol

Der Bahnhof Makarewa war ein Keilbahnhof zwischen der Bahnstrecke Invercargill–Kingston und der abzweigenden Bahnstrecke Makarewa–Wairio.
In Lumsden sind relativ viele Relikte des Bahnhofs erhalten, da das ehemalige Empfangsgebäude heute als Touristenzentrum genutzt wird. Hier steht auch der Wasserturm noch.
Zwischen Fairlight, Lumsden und Mossburn folgt der Around the Mountains Cycle Trail, ein Radwanderweg, größtenteils der historischen Trasse der Strecke und der Trasse der Zweigstrecke nach Mossburn.
Südlich von Garston wird die ehemalige kombinierte Straßen-/Schienenbrücke vom Straßenverkehr weiter genutzt. 